# Магатма Ґанді (національний парк)
Морський національний парк Магатми Ґанді — національний парк в Індії, поблизу Вандора на Андаманських островах. Належить до адміністративного округу Південний Андаман, частини індійської союзної території Андаманських і Нікобарських островів.

## Історія
Парк було створено 24 травня 1983 року відповідно до Закону про охорону дикої природи 1972 року для захисту морського життя, такого як корали та гніздування морських черепах, поширених у цьому районі. Він був переданий під охорону головного охоронця дикої природи лісового департаменту Андаманських і Нікобарських островів, і його відкриті струмки, що протікають територією парку, були особливою привабливістю.

## Галерея

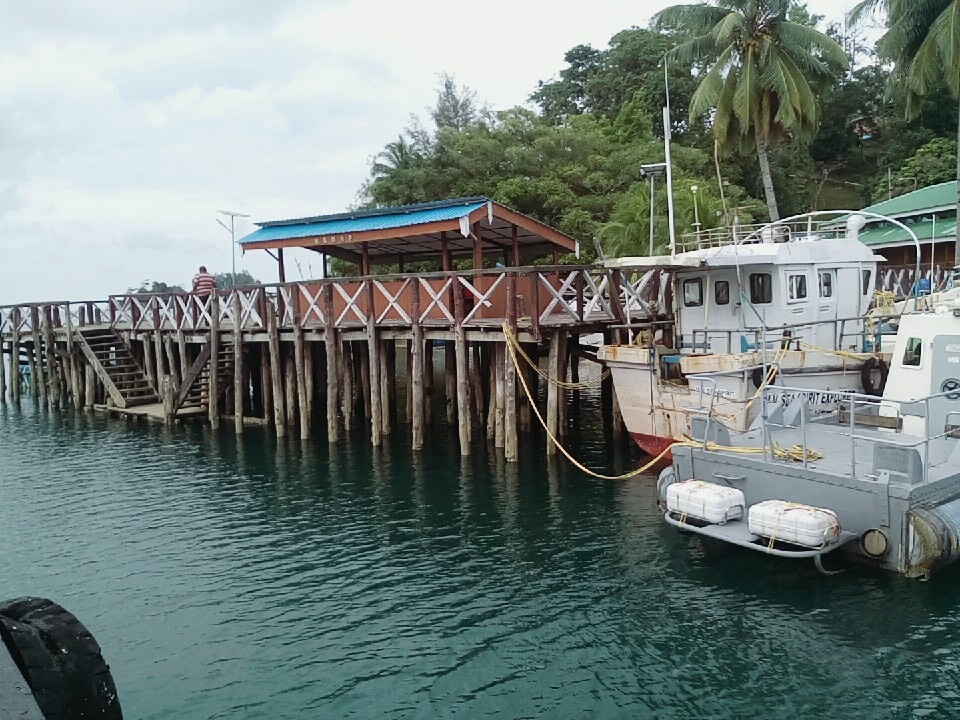
Острівний док
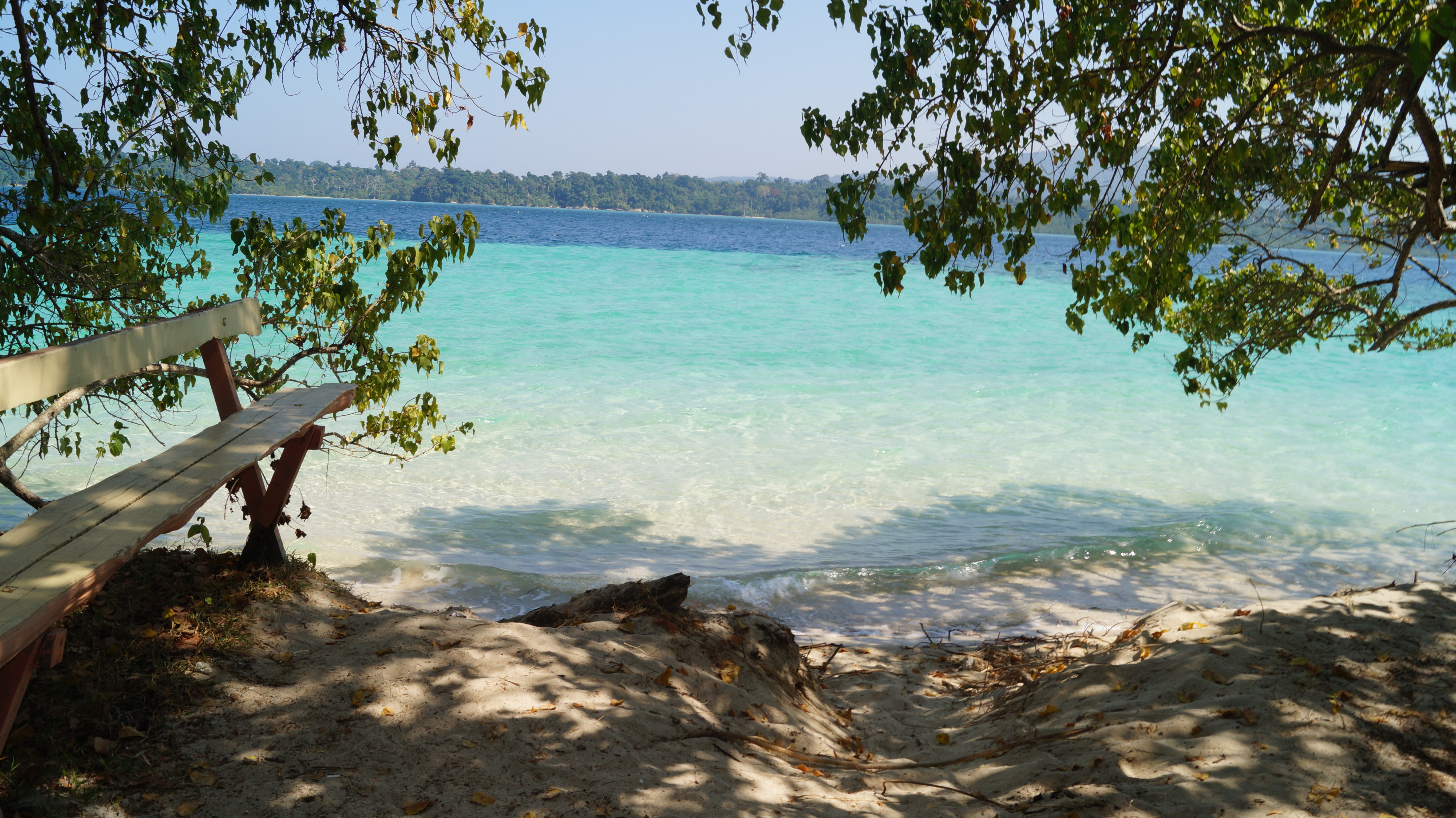
Веселий пляж
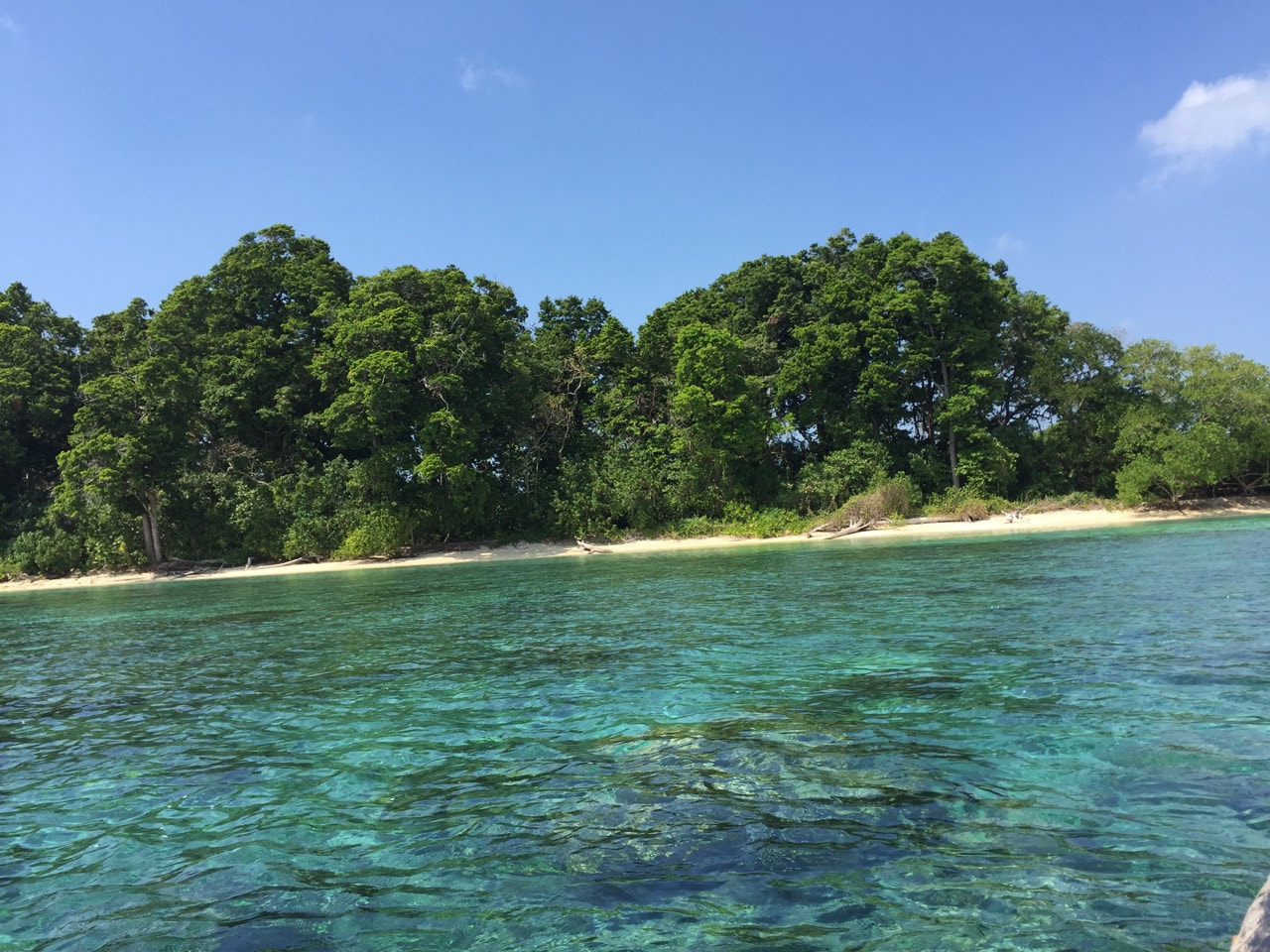
Скляне море на острові
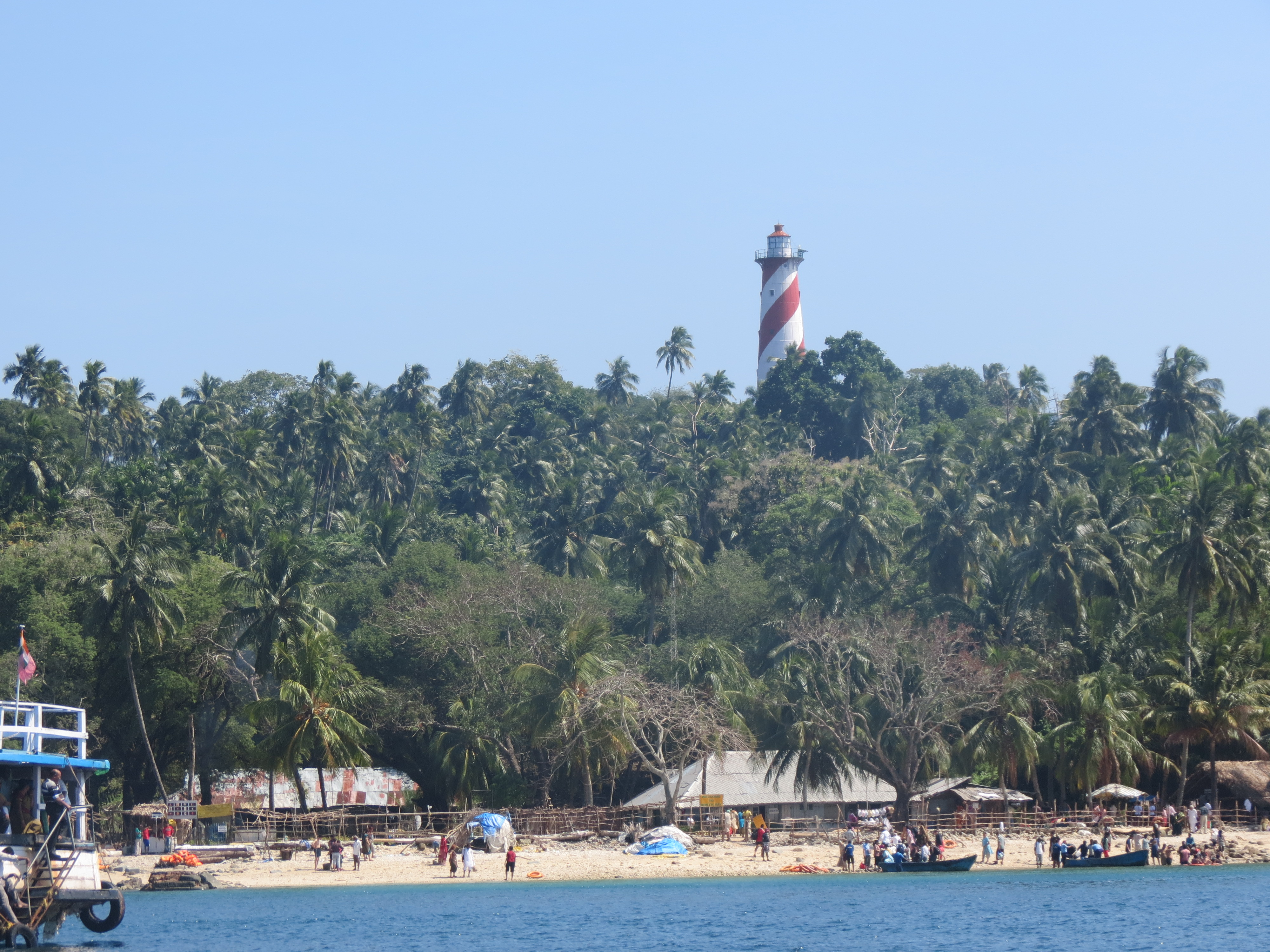
Вид на пляж
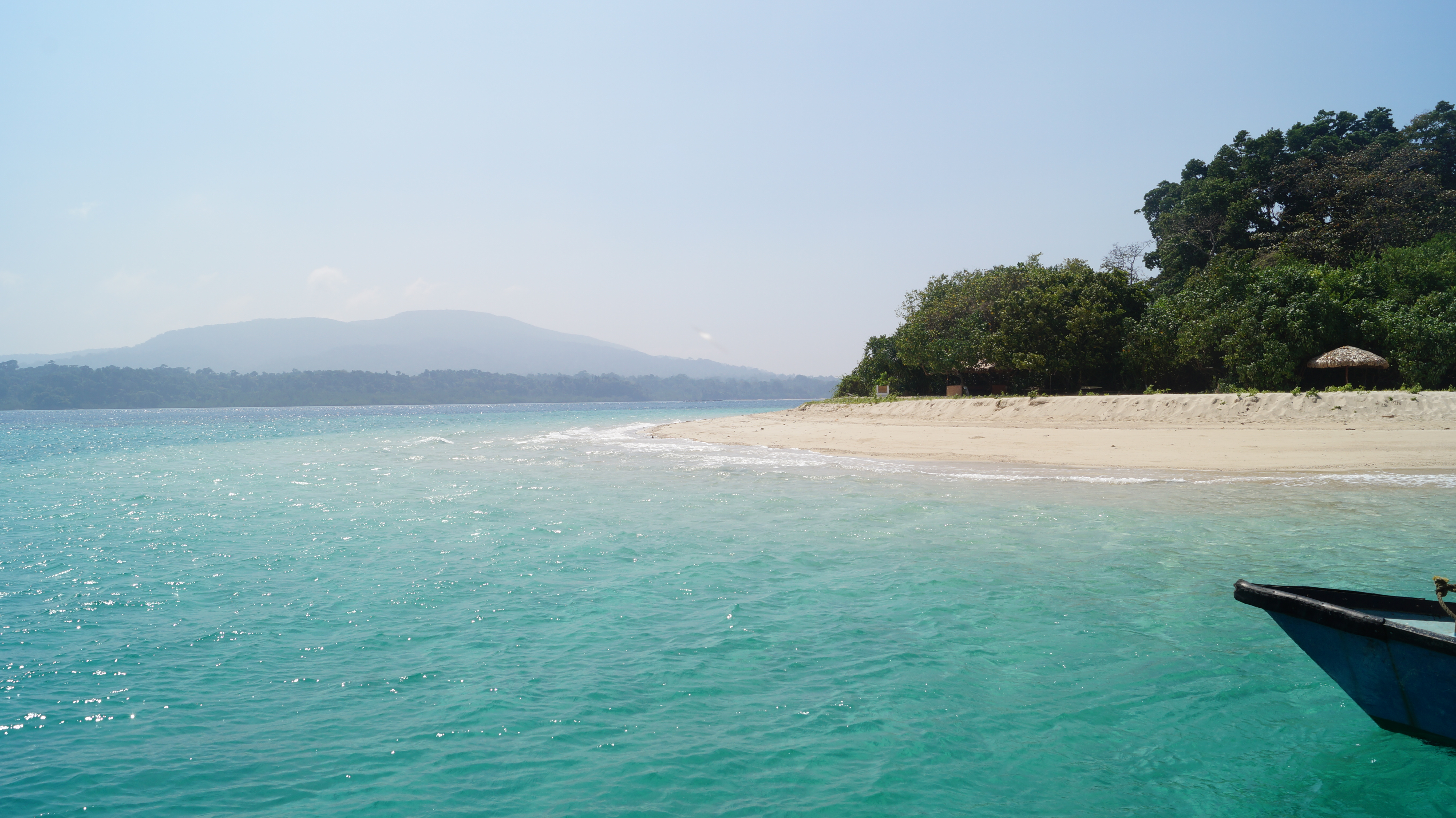
Пляж з білим піском на острові

## Географія
У парку є 2 великі групи островів: острови Лабіринт і острови-близнюки. Островів розташовано 16 км (10 миля) на південь від Порт-Блера. Морський парк охоплює 281,5 км2 складається з 17 островів і струмків відкритого моря, що протікають територією. Є шанс для екотуризму на островах Джоллі Буй і Ред Скін. Острови належать до архіпелагу Ратленд і розташовані між островом Ратленд і Південним Андаманом.

### Екосистеми острова
Більшість коралових рифів у парку є окраїнними рифами. Тип і склад рослинності відрізняються від острова до острова. Найпомітніше тут можна побачити різницю між туристичними островами, які зазнають більш антропоцентричних змін, і іншими, які цього не роблять. Є також деякі острови, більш ізольовані або захищені від впливу погоди в Бенгальській затоці. Тармуглі, найбільший острів, покритий густою мангровою рослинністю, піщаними пляжами, вирваними з корінням деревами та листовими скелями. Острови Твін є важливим місцем розмноження черепах у парку.

### Список островів
Національний морський парк Магатми Ґанді складається з близько 20 островів і скель.
|    | Острів                                   | Прізвисько | Тип       | Розташування                                                          | Площа (га) | Берегова лінія (км) | Довжина (км) | Ширина (км) | Висота (м) |
| -- | ---------------------------------------- | ---------- | --------- | --------------------------------------------------------------------- | ---------- | ------------------- | ------------ | ----------- | ---------- |
| 1  | Alexandra                                |            | острів    | 11°34′36″ пн. ш. 92°36′38″ сх. д. / 11.57667° пн. ш. 92.61056° сх. д. | 408.8      | 9.3                 | 2.5          | 2.00        | 0.00       |
| 2  | Bell                                     |            | острів    | 11°34′08″ пн. ш. 92°33′57″ сх. д. / 11.56889° пн. ш. 92.56583° сх. д. | 6.7        | 1                   | 0.38         | 0.21        | 0.00       |
| 3  | Boat                                     |            | острів    | 11°31′35″ пн. ш. 92°33′38″ сх. д. / 11.52639° пн. ш. 92.56056° сх. д. | 247.6      | 7.71                | 2.7          | 1.3         | 27.00      |
| 4  | Chester                                  |            | острів    | 11°33′06″ пн. ш. 92°35′10″ сх. д. / 11.55167° пн. ш. 92.58611° сх. д. | 6.6        | 1.00                | 0.33         | 0.33        | 0.00       |
| 5  | Grub                                     |            | острів    | 11°33′06″ пн. ш. 92°35′10″ сх. д. / 11.55167° пн. ш. 92.58611° сх. д. | 2.3        | 0.7                 | 0.13         | 0.25        | 24.00      |
| 6  | Hobday                                   |            | острів    | 11°32′40″ пн. ш. 92°36′42″ сх. д. / 11.54444° пн. ш. 92.61167° сх. д. | 367.80     | 10.50               | 3.23         | 1.91        | 0.00       |
| 7  | Jolly Buoy                               |            | острів    | 11°30′26″ пн. ш. 92°36′41″ сх. д. / 11.50722° пн. ш. 92.61139° сх. д. | 18.80      | 2.50                | 1.10         | 0.20        | 45.00      |
| 8  | Malay                                    |            | острів    | 11°31′48″ пн. ш. 92°36′12″ сх. д. / 11.53000° пн. ш. 92.60333° сх. д. | 80.20      | 4.25                | 1.71         | 0.61        | 68.00      |
| 9  | Pluto                                    |            | острів    | 11°33′06″ пн. ш. 92°35′10″ сх. д. / 11.55167° пн. ш. 92.58611° сх. д. | 13.3       | 1.81                | 0.75         | 0.22        | 49.00      |
| 10 | Red Skin                                 |            | острів    | 11°33′00″ пн. ш. 92°35′30″ сх. д. / 11.55000° пн. ш. 92.59167° сх. д. | 428.20     | 12.39               | 4.9          | 1.4         | 46.00      |
| 11 | Riflemen                                 |            | острів    | 11°30′50″ пн. ш. 92°38′40″ сх. д. / 11.51389° пн. ш. 92.64444° сх. д. | 2.40       | 0.70                | 0.27         | 0.15        | 0.00       |
| 12 | Snob                                     |            | острів    | 11°35′55″ пн. ш. 92°34′27″ сх. д. / 11.59861° пн. ш. 92.57417° сх. д. | 17.65      | 2.18                | 0.96         | 0.26        | 75.00      |
| 13 | Tarmugli                                 |            | острів    | 11°34′30″ пн. ш. 92°33′00″ сх. д. / 11.57500° пн. ш. 92.55000° сх. д. | 1216.70    | 20.00               | 5.5          | 3.8         | 78.00      |
| 14 | West Twin                                |            | острів    | 11°33′06″ пн. ш. 92°35′10″ сх. д. / 11.55167° пн. ш. 92.58611° сх. д. | 38.70      | 0.00                | 0.00         | 0.00        | 48.00      |
| 15 | East Twin                                |            | острів    | 11°33′06″ пн. ш. 92°35′10″ сх. д. / 11.55167° пн. ш. 92.58611° сх. д. | 20.00      | 0.00                | 0.00         | 0.00        | 44.00      |
| 16 | North Hobday                             |            | острів    | 11°33′30″ пн. ш. 92°36′30″ сх. д. / 11.55833° пн. ш. 92.60833° сх. д. | 17.80      | 1.93                | 0.00         | 0.00        | 0.00       |
| 17 | Rutland                                  |            | острів    | 11°33′38″ пн. ш. 92°35′55″ сх. д. / 11.56056° пн. ш. 92.59861° сх. д. | 0.00       | 0.00                | 0.00         | 0.00        | 0.00       |
| 18 | ?                                        |            | острів    | 11°32′22″ пн. ш. 92°35′02″ сх. д. / 11.53944° пн. ш. 92.58389° сх. д. | 10.10      | 1.77                | 0.00         | 0.00        | 0.00       |
|    | Морський національний парк Магатми Ґанді |            | Архіпелаг | 11°32′22″ пн. ш. 92°35′02″ сх. д. / 11.53944° пн. ш. 92.58389° сх. д. | 2904.5     |                     |              |             | 0.00       |

## Адміністрація
Політично всі острови є частиною Порт-Блер Талук.

## Демографія
Острови розташовані на незаселеній території, але в 6 прилеглих селах (переважно Манглутан і Вандур) проживає 6237 осіб.

## Галерея зображень

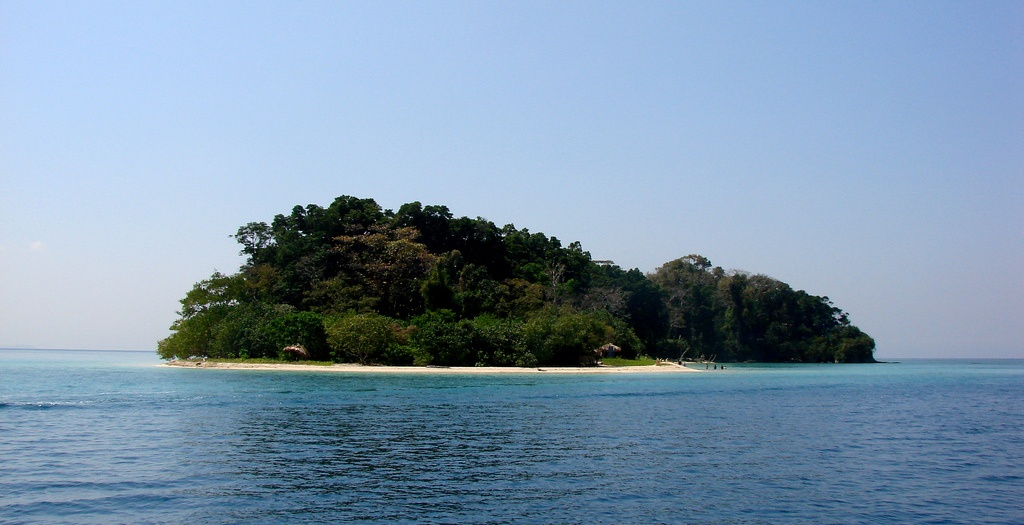
Острів Джоллі Буй, один із 20 островів національного парку.
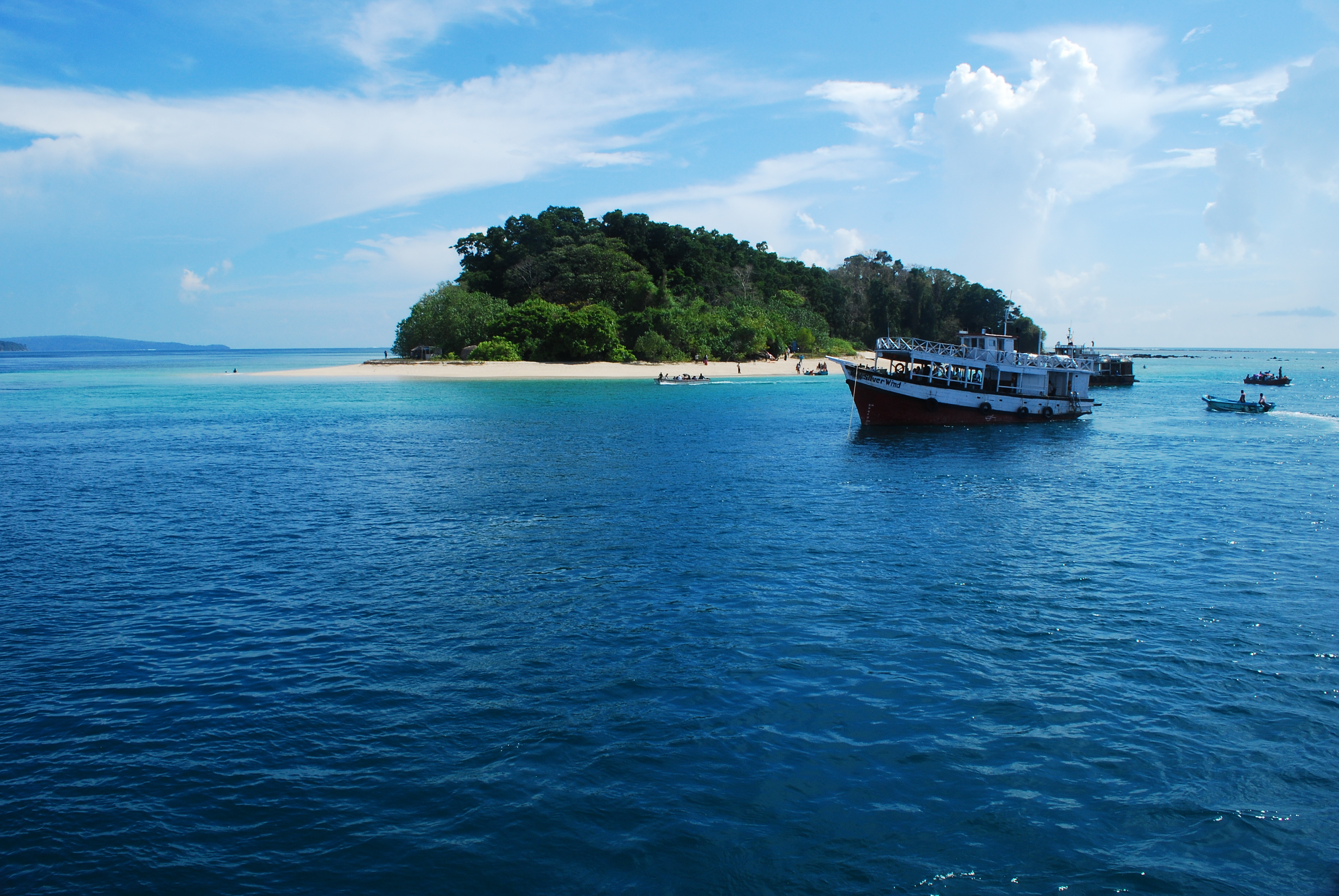
Національний морський парк Магатми Ґанді біля Порт-Блера, Андаманські острови
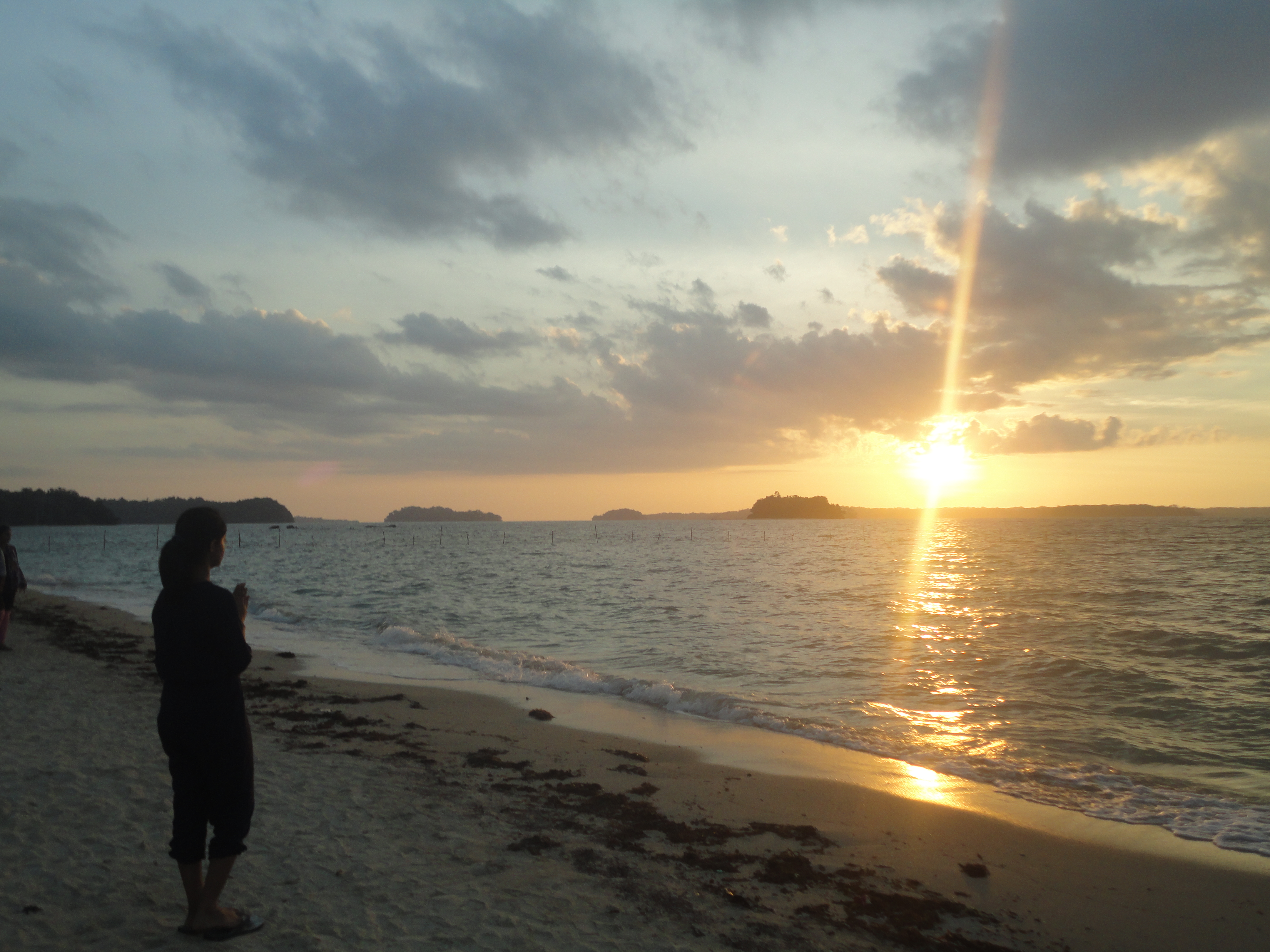
Національний морський парк Магатми Ґанді під час заходу сонця.